# اسدالله‌خان باوند
اسدالله‌خان باوند سوادکوهی یا هژبر سلطان (به مازندرانی: هوجبر سلطون) یک فرمانده نظامی، از اعضای اتحاد ملی طبرستان و کوچکترین فرزند امیرمؤید سوادکوهی بود.

## نسب
اسدالله کوچکترین فرزند امیرمؤید سوادکوهی بود. خاندان وی نسب به باو (نیای باوندیان) می‌رساندند که از نسل قباد یکم ساسانی بود. پدرش امیرمؤید سوادکوهی حاکم سوادکوه و از دولت‌مردان پرآوازه کشور بود.

## کودکی
وی در سال ۱۲۷۰ در سوادکوه(وندچال)مازندران به دنیا آمد و از کودکی نزد پدر فنون نظامی می‌آموخت و نخست لقب ایلخانی داشت.
بعد از رشادت های فراوان در برابر قشون روس در بارفروش(بابل) و هجوم همان قشون به سوادکوه مردم سوادکوه به او لقب هجبر سلطون دادند.

## مقابله با نیروهای روس
در سال ۱۳۲۶ ه‍.ق ژنرال پانوف روس که خود را به دسته‌های یپرم خان بسته بود به بابل یورش آورد. هژبرسلطان با دو تن از همراهان خود به بابل رفته بیشتر هواداران پانوف و سرانجام خود پانوف را از پای درآورد.

## درگیری‌های سوادکوه
ماجرا از آنجا آغاز شد که وثوق‌الدوله (نخست‌وزیر وقت) دستور به جمع‌آوری اسلحه از دست افراد غیرنظامی و غیردولتی داد. ظهیرالملک (حاکم ایالت مازندران) نیز برای اجرای آن تصمیم به گرفتن سلاح‌های قشون امیرمؤید افتاد؛ ولی در این هنگام امیرمؤید و پسرانش (از جمله هژبرسلطان) از دادن سلاحشان خودداری کردند و پس از قرارداد ۱۹۱۹ با آن اعلام مخالفت کردند.
هژبرسلطان به تحریک پدر در زیراب راه بر ژاندارم‌ها بست. سردارسپه میرپنج احمدی را در تاریخ ۱۶ تیرماه ۱۳۰۰ ه‍.ش به سوادکوه فرستاد. احمدی تلاش کرد تا با مذاکره امیرمؤید و فرزندانش (شامل هوجبرسلطان) را به تسلیم وادارد اما این کار توفیقی نیافت. نبرد در ارتفاعات ارفه‌کوه و هفت‌سله (نام مکان‌هایی در سوادکوه) آغاز شد. پس از جنگ و گریز فراوان، امیرمؤید با دولت مرکزی سازش کرد و هژبرسلطان با درجهٔ سروانی وارد ارتش استرآباد (گرگان) شد.

## پایان کار و مرگ
به دنبال تبعید امیرمؤید سوادکوهی به کرمانشاه و فرستادن قوای به سوادکوه امیرمؤید، درگیری‌ بین فرزند امیرمؤید، اسدالله‌خان هژبرسلطان و مرکز تحت نفوذ دولت های خارجی به وجود آمد.
بنابراین سروان رضاقلی‌خان، افسر قزاق   ، هژبر و برادرش (سهم‌الممالک) را در کلاک‌آباد (اطراف بهشهر کنونی) از پشت هدف گلوله قرار داد.

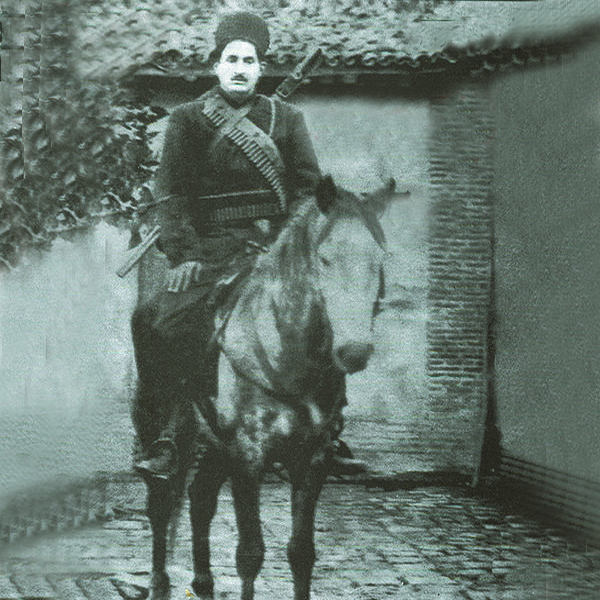
هژبرسلطان سوار بر اسب

در طی این درگیری‌ها هژبر (اسدالله خان باوند) در نظر مردم به شخصی محبوب، دوست‌داشتنی، مؤمن به حق، دلسوز، حامی مظلومان، شجاع، ماهر در تیراندازی و… تبدیل شد، به طوری که این اتفاقات به صورت منظومه اشعار حماسه هژبرسلطان مدت‌ها نزد مردم مازندران سروده می‌شد.

## حماسه هژبرسلطان
منظومه هُژَبر سلطان (مازندرانی: هوجبرنومه یا هوجبر سلطون) روایتی شعرگونه به زبان تبری برگرفته از حوادث تاریخی است که در مازندران رخ داده‌است و شخصیت اصلی این روایات اسدالله‌خان می‌باشد و اولین کسی که برای رشادت های هجبر سلطان شعر خواند محمدعلی رد آوازه مند به محمدعلی شعر خوان  که اهل روستای پیتسرا دوآب سوادکوه می باشد بود.
بهترین هژبرخوانی مازندران مربوط به زنده یاد استاد ابوالحسن خشرو میباشد که شامل 18دقیقه و 50 ثانیه ترانه حماسی درباره نبردهای هژبر و رشادتهایش میباشد 
مضمون این منظومه مربوط می‌شود به دو رویداد تاریخی نبردهای سوادکوه (۱۲۹۸ و ۱۳۰۰هـ. ش) و ستیز انجمن ملی طبرستان (امیرمؤید سوادکوهی و فرزندانش) با نظامیان تحت فرمان رضاشاه.

## چهره هژبرسلطان در باورهای مردمی
شخصیت هژبر (اسدالله‌خان باوند) در نظر مردم شخصی محبوب، دوست‌داشتنی، مؤمن به حق، دلسوز، حامی مظلومان، شجاع، ماهر در تیراندازی و… است. به گونه‌ای که در یک شب از سرخ‌آباد تا شیرگاه تمام نگهبانان و سربازان دولتی را تار و مار می‌کند. با این همه توانمندی نسبت به مردم خوش‌رفتار و خوش‌برخورد است. پنجه‌های دستانش کوتاه‌است اما چنان هنرمند است که چاشنی گلوله‌ای را بر روی سوزنی روی کلاه، به گلوله می‌بست یا در حال تاخت، بر روی اسب، تیر را بر هدف می‌زد، در حال سوار، سم اسب در حال تاخت را نشانه می‌گرفت یا سکه را در هوا با گلوله می‌شکافت. آنچنان با هیبت است که در کنار رود می‌ایستد تا اسب رفع تشنگی کند اما اسب آب نمی‌نوشد؛ هژبر فریاد می‌کشد: مگر هژبر را در آب می‌بینی و آب نمی‌خوری؟ ناگهان درمیابد که خود بر مرکب سوار است و عکسش در آب پیداست
البته این‌ها گزارش تاریخی صرف نیست؛ مردم آنگونه که پسندشان بوده از این واقعیت تاریخی سودجسته و در مناطق مختلف تبرستان، مطابق شرایط خاص، آن را بازسازی کرده‌اند.